# Атока (Тенеси)
Атока (енгл. Atoka) град је у америчкој савезној држави Тенеси.

## Демографија
По попису из 2010. године број становника је 8.387, што је 5.152 (159,3%) становника више него 2000. године.
| Група             | 2000.         | 2010.         |
| Белци             | 2.802 (86,6%) | 6.933 (82,7%) |
| Афроамериканци    | 301 (9,3%)    | 921 (11,0%)   |
| Азијати           | 17 (0,5%)     | 114 (1,4%)    |
| Хиспаноамериканци | 68 (2,1%)     | 222 (2,6%)    |
| Укупно            | 3.235         | 8.387         |